# Ryūnosuke Akutagawa
Ryūnosuke Akutagawa (jap. 芥川 龍之介 Akutagawa Ryūnosuke; ur. 1 marca 1892 w Tokio, zm. 24 lipca 1927 tamże) – japoński pisarz i poeta.
Ryūnosuke Akutagawa jest nazywany „ojcem japońskich opowiadań”.

## Życiorys
Uważa się, że według tradycyjnego kalendarza, Akutagawa przyszedł na świat w roku, miesiącu, dniu i godzinie smoka (tatsu). Z tego powodu nadano mu imię Ryūnosuke, związane ze smokiem (ryū – sinojapońskie czytanie znaku „smok”). Ze względu na to jednak, że nie ma części dokumentów dotyczących dokładnej godziny urodzin, a miesiąc należał do „tygrysa”, trudno przyjąć taką wersję, tym bardziej że pisarz zmieniał pisownię swojego imienia.
Akutagawa urodził się w Tokio. Jego ojciec (Toshizō Niihara) był mleczarzem. Matka (Fuku Niihara) wkrótce po narodzinach syna zapadła w chorobę psychiczną i chłopiec wychowywał się w rodzinie swojego wuja, który usynowił go po śmierci matki. Stąd też nazwisko pisarza jest jej panieńskim nazwiskiem.
W 1913 roku Akutagawa rozpoczął studia w dziedzinie literatury angielskiej na Tokijskim Uniwersytecie Cesarskim.
W 1915 roku zadebiutował opowiadaniem pt. Rashōmon (Brama Demonów, 1915), natomiast rok później opublikował Hana (Nos, 1916), zyskując tym uznanie wybitnego pisarza Natsume Sōsekiego.
Akutagawa swoją twórczość skupił na opowiadaniach, uważając je za główne medium ekspresji. Podczas swojego krótkiego życia napisał ponad 150 opowiadań, m.in.: Hana (Nos, 1916), Kumo no ito (Pajęcza nić, 1918), Jigokuhen (Piekieł wizerunek niezwykły, 1918).
Na podstawie jego tekstów (głównie w oparciu o Yabu no naka) Akira Kurosawa nakręcił w 1950 roku film Rashōmon.
Tematy do swoich utworów we wczesnym okresie swojej twórczości czerpał przeważnie z dziejów Japonii, jak również z tradycyjnych legend. Inspirował się też jednak literaturą Zachodu. Od roku 1924 pisał opowiadania na tematy współczesne, w których dominuje nastrój mroku i rozczarowania życiem.
Podczas studiów oświadczył się przyjaciółce z dzieciństwa – Yayoi Yoshidzie, ale jego rodzina nie udzieliła zgody na zawarcie związku małżeńskiego. W 1916 roku oświadczył się Fumi Tsukamoto, którą poślubił w 1918 roku. Miał trzech synów o imionach: Hiroshi, Takashi i Yasushi.
W 1921 roku, będąc u szczytu popularności, Akutagawa przerwał swoją pisarską karierę, aby spędzić 4 miesiące w Chinach jako reporter gazety „Ōsaka Mainichi Shinbun”. Podczas pobytu w Chinach cierpiał na wiele chorób i już nigdy nie powrócił do pełnego zdrowia. Wkrótce po powrocie opublikował swój najpopularniejszy utwór – Yabu no naka (1922).
Do końca życia cierpiał na nerwicę i halucynacje. 24 lipca 1927 roku popełnił samobójstwo (przedawkował veronal).
Akutagawa, podobnie jak jego mistrz Sōseki Natsume, był sumieniem Japończyków wrażliwych na krzywdę i rozczarowanych modernizacją swego kraju.
W 1935 roku jego przyjaciel, pisarz Kan Kikuchi, ustanowił Nagrodę Akutagawy – najbardziej prestiżową nagrodę literacką dla nowych autorów w Japonii.

## Twórczość
- Rōnen (1914)
- Rashōmon – Brama Demonów (1915)
- Hana (Nos, 1916)
- Imogayu (1916)
- Tabako to akuma (Papierosy i szatan, 1916)
- Gesaku-zanmai (Pasja twórcza, 1917)
- Kumo no ito (Pajęcza nić, 1918)
- Jigokuhen (Piekieł wizerunek niezwykły, 1918)
- Jashūmon (1918)
- Majutsu (1919)
- Nankin no kirisuto (1920)
- Toshishun (1920)
- Aguni no kami (1920)
- Yabu no naka (W gąszczu, 1921)
- Shūzanzu (Jesienne góry, 1921)
- Torokko (1922)
- Genkaku-sanbō (1927)
- Shuju no kotoba (1927)
- Bungeiteki na, amari ni bungeiteki na (1927)
- Kappa (1927, polski przekład Kappy, w tł. Mikołaja Melanowicza, PIW 1963)
- Haguruma (Zębate koła, 1927)
- Aru ahō no isshō (Życie szaleńca, 1927)
- Seihō no hito (1927)